# Дюрран, Жаклин
Жаклин Дюрран (англ. Jacqueline Durran) — британская художница по костюмам. Впервые привлекла широкое внимание благодаря своей работе над фильмом «Гордость и предубеждение» (2005), за которую была номинирована как на премию «Оскар» за лучший дизайн костюмов, так и на премию премию BAFTA за лучший дизайн костюмов. Дюрран получила две премии «Оскар» — за фильм «Анна Каренина» (2012) и за фильм «Маленькие женщины» (2019), а всего была номинирована на эту премию девять раз. Она также была номинирована девять раз на премию BAFTA и получила её за фильмы «Вера Дрейк» (2004), «Анна Каренина» и «Маленькие женщины». Дюрран регулярно сотрудничает с режиссёрами Майком Ли и Джо Райтом: она создала костюмы для шести фильмов каждого из них.

## Биография
В 1984—1988 годах Жаклин Дюрран училась в Университете Сассекса по специальности Философия и окончила его с отличием со степенью бакалавра искусств. В 1994—1996 годах она училась в Королевском колледже искусств по специальности «История дизайна: Костюм» и окончила его со степенью магистра искусств.
В конце 1990-х Дюрран работала ассистентом художника по костюмам для фильмов, среди которых были многочисленные блокбастеры, такие как «С широко закрытыми глазами», «И целого мира мало» и «Звёздные войны. Эпизод II: Атака клонов». С 2001 года она начала работать художником по костюмам.
Её ранние работы использовались в короткометражном фильме «Собака» и в фильме «Всё или ничего» режиссёра Майка Ли. Позже она несколько раз работала с такими режиссёрами, как Салли Поттер и Джо Райт.
Жаклин Дюрран была дважды удостоена премии «Оскар» за костюмы в фильмах «Анна Каренина» и «Маленькие женщины», за эти же фильмы также была отмечена наградами премии BAFTA, которую ранее уже получила в 2004 году за дизайн костюмов в фильме «Вера Дрейк». Лауреат премии «Спутник» в 2005 году за фильм «Гордость и предубеждение».
В 2006 году её пригласили вступить в Академию кинематографических искусств и наук.
Она замужем за продюсером Майклом Эллиоттом.

## Фильмография
| Фильмы | Фильмы                       | Фильмы                        | Фильмы |
| Год    | На русском языке             | На языке оригинала            | Награды и номинации |
| ------ | ---------------------------- | ----------------------------- | --- |
| 2001   | Собака                       | Dog                           | |
| 2002   | Всё или ничего               | All or Nothing                | |
| 2003   | Молодой Адам                 | Young Adam                    | |
| 2004   | Да                           | Yes                           | |
| 2004   | Вера Дрейк                   | Vera Drake                    | Премия BAFTA за лучший дизайн костюмов |
| 2005   | Гордость и предубеждение     | Pride & Prejudice             | Премия «Спутник» за лучший дизайн костюмов Номинация на премию «Оскар» за лучший дизайн костюмов Номинация на премию BAFTA за лучший дизайн костюмов              |
| 2007   | Искупление                   | Atonement                     | Номинация на премию «Оскар» за лучший дизайн костюмов Номинация на премию BAFTA за лучший дизайн костюмов Номинация на премию «Спутник» за лучший дизайн костюмов |
| 2008   | Беззаботная                  | Happy-Go-Lucky                | |
| 2009   | Солист                       | The Soloist                   | |
| 2010   | Моя ужасная няня 2           | Nanny McPhee and the Big Bang | |
| 2010   | Ещё один год                 | Another Year                  | |
| 2011   | Шпион, выйди вон!            | Tinker Tailor Soldier Spy     | Номинация на премию BAFTA за лучший дизайн костюмов |
| 2012   | Анна Каренина                | Anna Karenina                 | Премия BAFTA за лучший дизайн костюмов Премия «Оскар» за лучший дизайн костюмов Премия Critics’ Choice Movie Awards за лучший дизайн костюмов                     |
| 2013   | Двойник                      | The Double                    | |
| 2014   | Уильям Тёрнер                | Mr. Turner                    | Номинация на премию «Оскар» за лучший дизайн костюмов Номинация на премию BAFTA за лучший дизайн костюмов                                                         |
| 2015   | Макбет                       | Macbeth                       | Номинация на премию «Спутник» за лучший дизайн костюмов |
| 2015   | Пэн: Путешествие в Нетландию | Pan                           | |
| 2017   | Красавица и чудовище         | Beauty and the Beast          | Премия «Сатурн» за лучший дизайн костюмов Номинация на премию «Оскар» за лучший дизайн костюмов Номинация на премию BAFTA за лучший дизайн костюмов               |
| 2017   | Тёмные времена               | Darkest Hour                  | Номинация на премию «Оскар» за лучший дизайн костюмов Номинация на премию BAFTA за лучший дизайн костюмов                                                         |
| 2018   | Мария Магдалина              | Mary Magdalene                | |
| 2018   | Петерлоо                     | Peterloo                      | |
| 2019   | Маленькие женщины            | Little Women                  | Премия BAFTA за лучший дизайн костюмов Премия «Оскар» за лучший дизайн костюмов                                                                                   |
| 2019   | 1917                         | 1917                          | |
| 2021   | Сирано                       | Cyrano                        | Номинация на премию «Оскар» за лучший дизайн костюмов (совместно с Массимо Кантини Паррини)                                                                       |
| 2021   | Спенсер                      | Spencer                       | Номинация на премию «Спутник» за лучший дизайн костюмов |
| 2022   | Бэтмен                       | The Batman                    | |
| 2022   | Аллилуйя                     | Allelujah                     | |
| 2023   | Барби                        | Barbie                        | Номинация на премию «Оскар» за лучший дизайн костюмов |

Ниже перечислены фильмы, для которых Жаклин Дюрран работала в качестве ассистента художника по костюмам
| Фильмы | Фильмы                                  | Фильмы                                     | Фильмы                                |
| Год    | На русском языке                        | На языке оригинала                         | Должность                             |
| ------ | --------------------------------------- | ------------------------------------------ | ------------------------------------- |
| 1999   | С широко закрытыми глазами              | Eyes Wide Shut                             | Костюмер                              |
| 1999   | Кутерьма                                | Topsy-Turvy                                | Второй помощник художника по костюмам |
| 1999   | И целого мира мало                      | The World Is Not Enough                    | Помощник художника по костюмам        |
| 2000   | Человек, который плакал                 | The Man Who Cried                          | Первый помощник художника по костюмам |
| 2001   | Лара Крофт: Расхитительница гробниц     | Lara Croft: Tomb Raider                    | Помощник художника по костюмам        |
| 2002   | Звёздные войны. Эпизод II: Атака клонов | Star Wars Episode II: Attack of the Clones | Помощник художника по костюмам        |

## Бродвейские постановки
- «Медея» (Декабрь 2002 года — февраль 2003 года) Театр Брукс Аткинсон в Нью-Йорке